# Joița (okręg Giurgiu)
Joița – wieś w Rumunii, w okręgu Giurgiu, w gminie Joița. W 2011 roku liczyła 2164 mieszkańców.